# Голенищівська сільська рада (Чемеровецький район)
Голени́щівська сільська́ ра́да — адміністративно-територіальна одиниця та орган місцевого самоврядування в Чемеровецькому районі Хмельницької області. Адміністративний центр — село Голенищеве.

## Загальні відомості
- Територія ради: 2,46 км²
- Населення ради: 706 осіб (станом на 2001 рік)
- Територією ради протікає річка Збруч

## Населені пункти
Сільській раді були підпорядковані населені пункти:
- с. Голенищеве
- с. Романівка

## Склад ради
Рада складалася з 14 депутатів та голови.
- Голова ради: Ковальчук Анатолій Олександрович
- Секретар ради: Осадчук Олександр Анатолійович

### Керівний склад попередніх скликань
| Прізвище, ім'я, по батькові      | Основні відомості                                                                                  | Дата обрання | Дата звільнення |
| -------------------------------- | -------------------------------------------------------------------------------------------------- | ------------ | --------------- |
| Ковальчук Анатолій Олександрович | Сільський голова, 1951 року народження, освіта вища, член Всеукраїнського об'єднання «Батьківщина» | 26.03.2006   | 31.10.2010      |
| Ковальчук Анатолій Олександрович | Сільський голова, 1951 року народження, освіта вища, безпартійний                                  | 31.10.2010   |                 |

Примітка: таблиця складена за даними сайту Верховної Ради України

### Депутати
За результатами місцевих виборів 2010 року депутатами ради стали:

#### За суб'єктами висування
| Суб'єкт висування | Кількість обраних депутатів | %    |
| ----------------- | --------------------------- | ---- |
| Самовисування     | 13                          | 92,9 |
| Народна партія    | 1                           | 7,1  |

#### За округами
| № округу       | Прізвище, ім'я, по батькові      | Дата визнання обраним | Освіта             | Партійна приналежність | Відомості про обраного депутата                                     |
| -------------- | -------------------------------- | --------------------- | ------------------ | ---------------------- | ------------------------------------------------------------------- |
| Народна Партія |                                  |                       |                    |                        |                                                                     |
| 14             | Ніколаєва Світлана Пилипівна     | 05.11.2010            | середня спеціальна | позапартійна           | Романівська сільська бібліотека, бібліотекар                        |
| Самовисування  |                                  |                       |                    |                        |                                                                     |
| 1              | Заслуцька Наталія Петрівна       | 05.11.2010            | середня спеціальна | позапартійна           | Голенищівський фельшерсько-акушерський пункт, медсестра             |
| 2              | Зелений Віталій Олександрович    | 05.11.2010            | середня спеціальна | позапартійний          | ЗАТ «Оболонь», машиніст холодильних установок                       |
| 3              | Стрельбіцька Валентина Йосипівна | 05.11.2010            | середня спеціальна | член Єдиного Центру    | Голенищівська школа-інтернат, бухгалтер                             |
| 4              | Ніколаєва Валентина Миколаївна   | 05.11.2010            | середня спеціальна | позапартійна           | Голенищівське відділення зв'язку, начальник                         |
| 5              | Скотецька Валентина Михайлівна   | 05.11.2010            | вища               | позапартійна           | ТОВ «Оболонь Агро», бухгалтер                                       |
| 6              | Ягольник Віталій Юрійович        | 05.11.2010            | середня спеціальна | позапартійний          | тимчасово не працює                                                 |
| 7              | Стрельбіцький Юрій Володимирович | 05.11.2010            | вища               | позапартійний          | Голенищівська школа-інтернат, вчитель                               |
| 8              | Кухар Тамара Борисівна           | 05.11.2010            | вища               | позапартійна           | тимчасово не працює                                                 |
| 9              | Кухар Лідія Іванівна             | 05.11.2010            | вища               | позапартійна           | Голенищівська сільська рада, секретар                               |
| 10             | Скотецька Катерина Михайлівна    | 05.11.2010            | вища               | позапартійна           | ТОВ "Оболонь-Агро, обліковець тваринницької ферми                   |
| 11             | Осадчук Олександр Анатолійович   | 05.11.2010            | середня            | позапартійний          | Романівський сільський клуб, директор                               |
| 12             | Ярославська Наталія Валентинівна | 05.11.2010            | середня            | позапартійна           | Романівське навчально-виховне об'єднання, вихователь дитячого садка |
| 13             | Степаник Антоніна Станіславівна  | 05.11.2010            | вища               | позапартійна           | Яголенищівська школа-інтернат, директор                             |